# انوسيس نيون تراست
انوسيس نيون تراست (باليونانية: Ένωσις Νέων Τραστ)‏ هو نادي كرة قدم قبرصي مقره في نيقوسيا. كان عضوا مؤسسا لاتحاد كرة القدم القبرصي. حل منظمة بانكيبريان لكرة القدم (باليونانية: Παγκύπρια Οργάνωση Ποδοσφαίρου)‏ في عام 1924 أدى إلى إنشاء ناديين جديدين: ترست اي سي و بانرجاتيكوس. أخذ نادي ترتست اسمه من الكلمة الإنجليزية Trust.
تم تنظيم أول بطولة قبرصية وأول كأس قبرصي في 1934/35 وفاز Trust بكلتا المسابقتين، وبذلك أصبح فائزًا مزدوجًا لأول مرة في تاريخ كرة القدم القبرصية. في نهائي كأس عام 1934، فاز تراست على APOEL بنتيجة 0-1 في مباراة الإعادة النهائية. كانت مباراة الذهاب 0-0.
و فاز نادي ترست مرة أخرى بالكأس في 1935/36، عندما هزموا LTSK 1-4 ، لكنهم تعرضوا للهزيمة في النهائي في الموسم التالي من قبل APOEL نيقوسيا ، وانتهت المباراة 2-1. بعد استراحة لمدة عام ، فاز ترست بالكأس للمرة الثالثة في عام 1938، عندما تغلب على AEL Limassol 2-1 في النهائي. على الرغم من الكؤوس، كان فوز النادي في أول مسابقة دوري عام 1935 هو الكأس الوحيد لبطولة الدوري الذي فاز به الفريق على الإطلاق. حتى عام 1938 كان الفريق دائمًا في المركز الثاني ، تحت ظل APOEL ، الذي كان دائمًا بطلًا في تلك الفترة. في عام 1938، حل الأبطال القبارصة الأوائل ناديهم لكرة القدم بسبب مشاكل مالية. كانت ألوان النادي الأصفر و الأخضر. وكان ملعبهم هو ملعب GSP القديم .

## الإنجازات
- دوري الدرجة الأولى القبرصي :
  - البطل (1): 1934–35
  - الوصيف (3): 1935–36 ، 1936–37 ، 1937–38
- الكأس القبرصي :
  - الفائز (3): 1934–35 ، 1935–36 ، 1937–38
  - الوصيف (1): 1936–37

1. ↑  "1936/37 Cyprus Cup" (بالإنجليزية). مؤسسة إحصاءات وثيقة لرياضة كرة القدم. 24 Aug 2017. Retrieved 2017-08-25.{{استشهاد ويب}}:  صيانة الاستشهاد: لغة غير مدعومة (link)